# Брус Кембъл
Брус Кембъл (на английски: Bruce Campbell) е американски актьор.

## Частична филмография

### Филми
- 1981 – „Злите мъртви“ (The Evil Dead)
- 1987 – „Злите мъртви 2“ (Evil Dead II)
- 1988 – „Полицаят маниак“ (Maniac Cop)
- 1990 – „Полицаят маниак 2“ (Maniac Cop 2)
- 1990 – „Даркман“ (Darkman)
- 1992 – „Злите мъртви 3“ (Army of Darkness)
- 1994 – „Генерално пълномощно“ (The Hudsucker Proxy)
- 1995 – „Конго“ (Congo)
- 1995 – „Бърз или мъртъв“ (The Quick and the Dead)
- 1996 – „Фарго“ (Fargo)
- 1996 – „Торнадо“ (Tornado!)
- 1996 – „Бягство от Ел Ей“ (Escape from L.A.)
- 1997 – „Момчетата на Макхейл“ (McHale's Navy)
- 1997 – „Хърби, бръмбарът на любовта“ (The Love Bug)
- 1999 – „От здрач до зори 2: Тексаски кървави пари“ (From Dusk Till Dawn 2: Texas Blood Money)
- 1999 – „Двойно убийство“ (Double Jeopardy)
- 2001 – „Маджестик“ (The Majestic)
- 2002 – „Призовка за Сара“ (Serving Sara)
- 2002 – „Спайдър-Мен“ (Spider-Man)
- 2003 – „Непоносима жестокост“ (Intolerable Cruelty)
- 2004 – „Убийците на старата дама“ (The Ladykillers)
- 2004 – „Спайдър-Мен 2“ (Spider-Man 2)
- 2005 – „Школа за герои“ (Sky High)
- 2006 – „Биячът на мравки“ (The Ant Bully)
- 2006 – „Гората“ (The Woods)
- 2007 – „Спайдър-Мен 3“ (Spider-Man 3)
- 2009 – „Облачно с кюфтета“ (Cloudy with a Chance of Meatballs)
- 2011 – „Колите 2“ (Cars 2)
- 2012 – „Вечна любов“ (The Color of Time)
- 2013 – „Злите мъртви“ (Evil Dead)
- 2013 – „Оз: Великият и могъщият“ (Oz the Great and Powerful)
- 2015 – „Момичета на повикване“ (The Escort)
- 2022 – „Доктор Стрейндж в мултивселената на лудостта“ (Doctor Strange in the Multiverse of Madness)
- 2023 – „Злите мъртви: Пробуждане“ (Evil Dead Rise)

### Телевизия
- 1993 – 1994 – „Приключенията на Бриско Каунти младши“ (The Adventures of Brisco County, Jr.)
- 1996 – 1997 – „Елън“ (Ellen)
- 1995 – 1999 – „Херкулес“ (Hercules: The Legendary Journeys)
- 1996 – 1999 – „Зина - принцесата воин“ (Xena: Warrior Princess)
- 2000 – „Джак Шпионинът“ (Jack of All Trades)
- 2007 – 2013 – „Извън играта“ (Burn Notice)